# Oniri
Nella mitologia greca gli Oniri (Ὄνειροι), talvolta in italiano anche nella traduzione diretta Sogni, sono dèi minori generati da Notte, consistendo nei sogni dei mortali. Essi ne sono la personificazione e si troverebbero sulle sponde dell'oceano dell'ovest, in una caverna confinante con il dominio di Ade, il dio degli Inferi. Questi dèi inviano i sogni ai mortali attraverso due cancelli o portali: l'uno costruito con corna, l'altro in avorio. Dal primo prendono forma i sogni veri, dal secondo quelli ingannatori.
I tre fratelli Oniri sono:
- Morfeo (Morpheus)
- Fobetore (Phobetor), chiamato anche Ìcelo (Icelus)
- Fantaso (Phantasos)

Ognuno di essi ha il proprio ruolo nel plasmare i sogni dei mortali.

## L'influenza degli Oniri nei sogni

### Morfeo
Il più potente degli Oniri, è "il modellatore", colui che fa prendere forma al sogno. Permette la manifestazione di esseri umani all'interno dei sogni.
Secondo la mitologia, Morfeo sfiorava le palpebre dei sognatori con un mazzo di papaveri per assumere la forma della persona sognata e si riteneva che fosse circondato da folletti che creavano l'immaginazione.

### Fobetore
"Lo spaventoso"; egli compare nei sogni sotto forma di esseri aberranti, quali bestie o mostri.

### Fantaso
"L'apparizione"; sono generati da lui tutti gli oggetti inanimati sognati dai mortali.